# Olympische Sommerspiele 2012/Leichtathletik – Diskuswurf (Frauen)

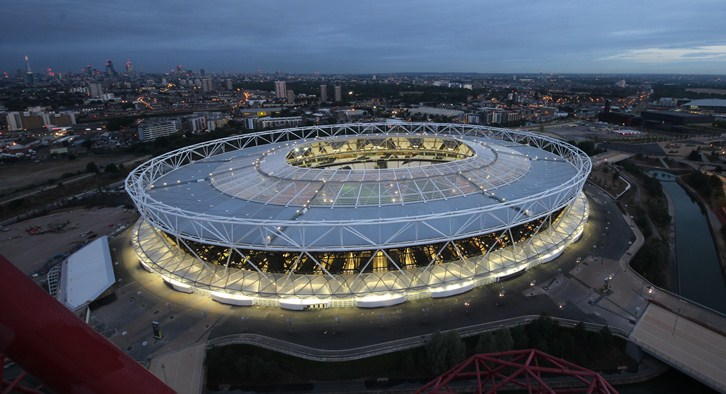
Das Olympiastadion von London im Jahr 2015

Der Diskuswurf der Frauen bei den Olympischen Spielen 2012 in London wurde am 3. und 4. August 2012 im Olympiastadion London ausgetragen. 36 Athletinnen nahmen teil.
Olympiasiegerin wurde die Kroatin Sandra Perković, die vor der Chinesin Li Yanfeng und der Kubanerin Yarelys Barrios gewann.
Für Deutschland nahmen Julia Fischer, Nadine Müller und Anna Rüh teil. Fischer schied in der Qualifikation aus. Müller und Rüh erreichten das Finale. Müller belegte Rang vier, Rüh Rang neun.

Athletinnen aus der Schweiz, Österreich und Liechtenstein nahmen nicht teil.

## Aktuelle Titelträgerinnen
| Olympiasiegerin                      | Stephanie Brown Trafton ( USA)          | 64,74 m | Peking 2008       |
| Weltmeisterin                        | Li Yanfeng ( Volksrepublik China)       | 66,52 m | Daegu 2011        |
| Europameisterin                      | Sandra Perković ( Kroatien)             | 67,62 m | Helsinki 2012     |
| Zentralamerika und Karibik-Meisterin | Denia Caballero ( Kuba)                 | 62,06 m | Mayagüez 2011     |
| Südamerika-Meisterin                 | Andressa de Morais ( Brasilien)         | 57,54 m | Buenos Aires 2011 |
| Asienmeisterin                       | Sun Taifeng ( Volksrepublik China)      | 60,89 m | Kōbe 2011         |
| Afrikameisterin                      | Chinwe Okoro ( Nigeria)                 | 56,60 m | Porto-Novo 2012   |
| Ozeanienmeisterin                    | Alexaraee Toeaina ( Amerikanisch-Samoa) | 48,99 m | Cairns 2012       |

## Rekorde

### Bestehende Rekorde
| Weltrekord         | Gabriele Reinsch ( DDR) | 76,80 m | Neubrandenburg, DDR (heute Deutschland) | 9. Juli 1988       |
| Olympischer Rekord | Martina Hellmann ( DDR) | 72,30 m | Finale OS Seoul, Südkorea               | 29. September 1988 |

Der schon seit 1980 bestehende olympische Rekord wurde auch bei diesen Spielen nicht erreicht. Der weiteste Wurf gelang der kroatischen Olympiasiegerin Sandra Perković mit 69,11 m in ihrem dritten Versuch im Finale am 4. August. Damit blieb sie 3,19 m unter dem Olympia- und 7,69 m unter dem Weltrekord.

### Rekordverbesserung
Es gab einen neuen Landesrekord:

69,11 m – Sandra Perković (Kroatien), Finale am 4. August, dritter Durchgang

## Doping
In diesem Wettbewerb gab es zwei Dopingfälle:
- Für die zunächst zweitplatzierte Russin Darja Pischtschalnikowa ergaben Nachtests von im Mai 2012 abgegebenen Dopingproben positive Resultate auf verbotene Anabolika. Im Dezember 2012 hatte sich Darja Pischtschalnikowa als sogenannte Whistleblowerin vertraulich an die Welt-Anti-Doping-Agentur WADA gewandt, um zur Aufklärung des "Staatsdopings" in Russland beizutragen. Die WADA benachrichtigte daraufhin die russische Anti-Doping-Agentur RUSADA, womit Pischtschalnikowas Whistleblower-Handeln auch in Russland offiziell wurde. Die Silbermedaille wurde ihr aberkannt, 2013 wurde sie als Wiederholungstäterin für zehn Jahre gesperrt.[2] Die nachfolgenden Athletinnen rückten in der Wertung um jeweils einen Platz nach vorne.
- Wera Karmischina-Ganejewa, eine weitere Russin, die in der Qualifikation ausgeschieden war, wurde mittels der Analyse ihrer Dopingproben von diesen Spielen bei einem Nachtest im Februar 2017 des Einsatzes von Dehydroepiandrosteron (Turinabol) überführt und nachträglich disqualifiziert. Außerdem erhielt sie eine zweijährige Wettkampfsperre.[3]

Benachteiligt wurden vor allem folgende Sportlerinnen:
- Yarelys Barrios, Kuba – Sie erhielt ihre Bronzemedaille erst mit langer Verspätung und konnte nicht an der Siegerehrung teilnehmen.
- Zinaida Sendriūtė, Litauen – Ihr hätten als Achtplatzierte im Finale drei weitere Versuche zugestanden.
- Seema Antil, Indien – Sie wäre mit ihren 61,99 m aus der Qualifikation im Finale teilnahmeberechtigt gewesen.

## Legende
Kurze Übersicht zur Bedeutung der Symbolik – so üblicherweise auch in sonstigen Veröffentlichungen verwendet:
| – | verzichtet |
| x | ungültig   |

Anmerkungen:
- Alle Zeiten in diesem Beitrag sind nach Ortszeit London (UTC±0) angegeben.
- Alle Weitenangaben in Metern (m) notiert.

## Qualifikation
Acht Athletinnen (hellblau unterlegt) übertrafen die direkte Finalqualifikationsweite von 63,00 m. Damit war die Mindestanzahl von zwölf Finalteilnehmerinnen nicht erreicht und das Finalfeld wurde mit den vier nächstbesten Starterinnen beider Gruppen (hellgrün unterlegt) auf zwölf Wettbewerberinnen aufgefüllt. So mussten schließlich 62,47 m für die Finalteilnahme erbracht werden. Zu den acht direkt für das Finale qualifizierten Werferinnen gehörte auch die Dopingbetrügerin Darja Pischtschalnikowa, sodass schließlich nur elf Athletinnen in die Finalwertung kamen.

### Gruppe A
3. August 2012, 19:10 Uhr
| Platz | Name                      | Nation              | 1. Versuch | 2. Versuch | 3. Versuch | Weite | Anmerkung                 |
| ----- | ------------------------- | ------------------- | ---------- | ---------- | ---------- | ----- | ------------------------- |
| 1     | Yarelys Barrios           | Kuba                | x          | 65,94      | –          | 65,94 |                           |
| 2     | Li Yanfeng                | Volksrepublik China | 59,69      | 64,48      | –          | 64,48 |                           |
| 3     | Dani Samuels              | Australien          | 60,02      | x          | 63,97      | 63,97 |                           |
| 4     | Krishna Poonia            | Indien              | x          | 63,54      | –          | 63,54 |                           |
| 5     | Ma Xuejun                 | Volksrepublik China | 62,66      | 60,49      | 62,18      | 62,66 |                           |
| 6     | Mélina Robert-Michon      | Frankreich          | x          | 62,47      | 59,72      | 62,47 |                           |
| 7     | Natalija Fokina-Semenowa  | Ukraine             | 58,37      | 60,61      | 60,36      | 60,61 |                           |
| 8     | Julia Fischer             | Deutschland         | x          | 58,82      | 60,23      | 60,23 |                           |
| 9     | Li Wen-hua                | Chinesisch Taipeh   | 58,22      | 59,91      | 58,99      | 59,91 |                           |
| 10    | Żaneta Glanc              | Polen               | 56,40      | 59,88      | 56,77      | 59,88 |                           |
| 11    | Aretha Thurmond           | USA                 | 58,38      | 59,39      | 57,81      | 59,39 |                           |
| 12    | Rocío Comba               | Argentinien         | 55,22      | 55,81      | 58,98      | 58,98 |                           |
| 13    | Allison Randall           | Jamaika             | 57,16      | 58,06      | x          | 58,06 |                           |
| 14    | Yaimé Pérez               | Kuba                | 57,46      | x          | 57,87      | 57,87 |                           |
| 15    | Věra Pospíšilová-Cechlová | Tschechien          | 55,00      | x          | x          | 55,00 |                           |
| DOP   | Darja Pischtschalnikowa   | Russland            | 65,02      | –          | –          | 65,02 | für das Finale zugelassen |
| DOP   | Wera Karmischina-Ganejewa | Russland            | 59,90      | 49,53      | x          | 59,90 | [ 3 ]                     |

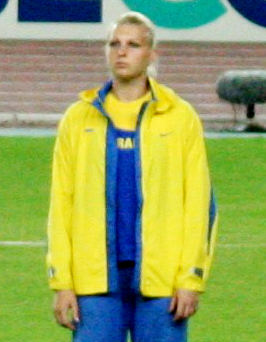
Natalija Fokina-Semenowa – ausgeschieden mit 60,61 m

Weitere in Qualifikationsgruppe A ausgeschiedene Diskuswerferinnen:

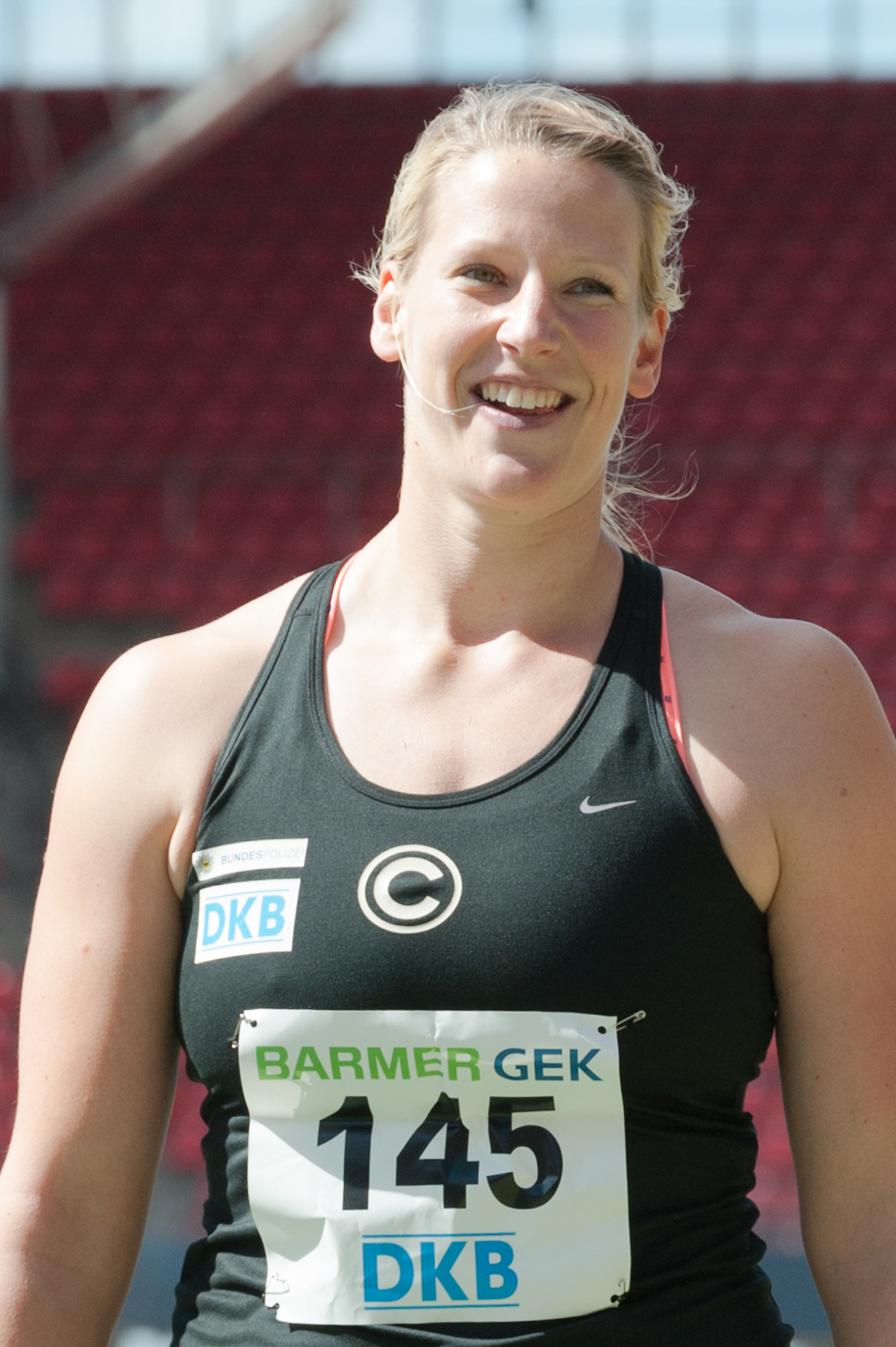
Julia Fischer, spätere Julia Harting – 60,23 m
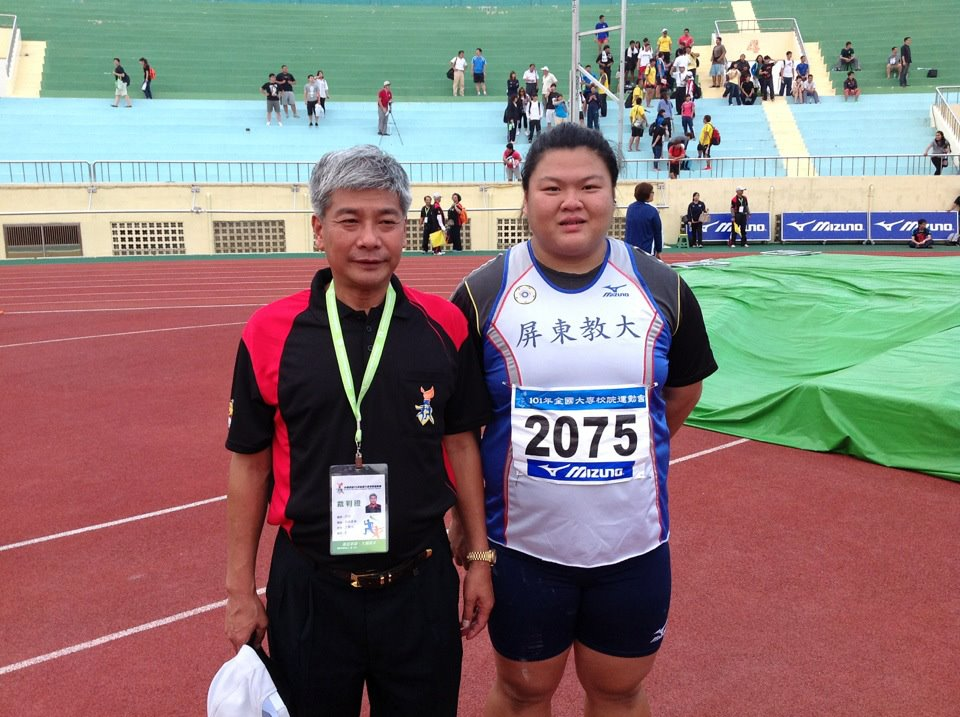
Li Wen-hua – 59,91 m
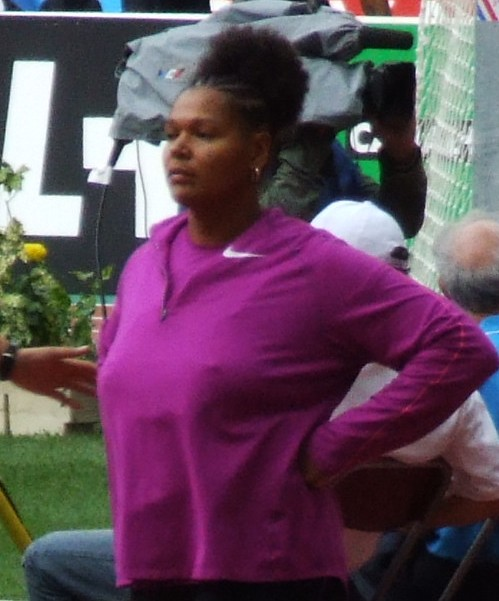
Aretha Thurmond – 59,39 m
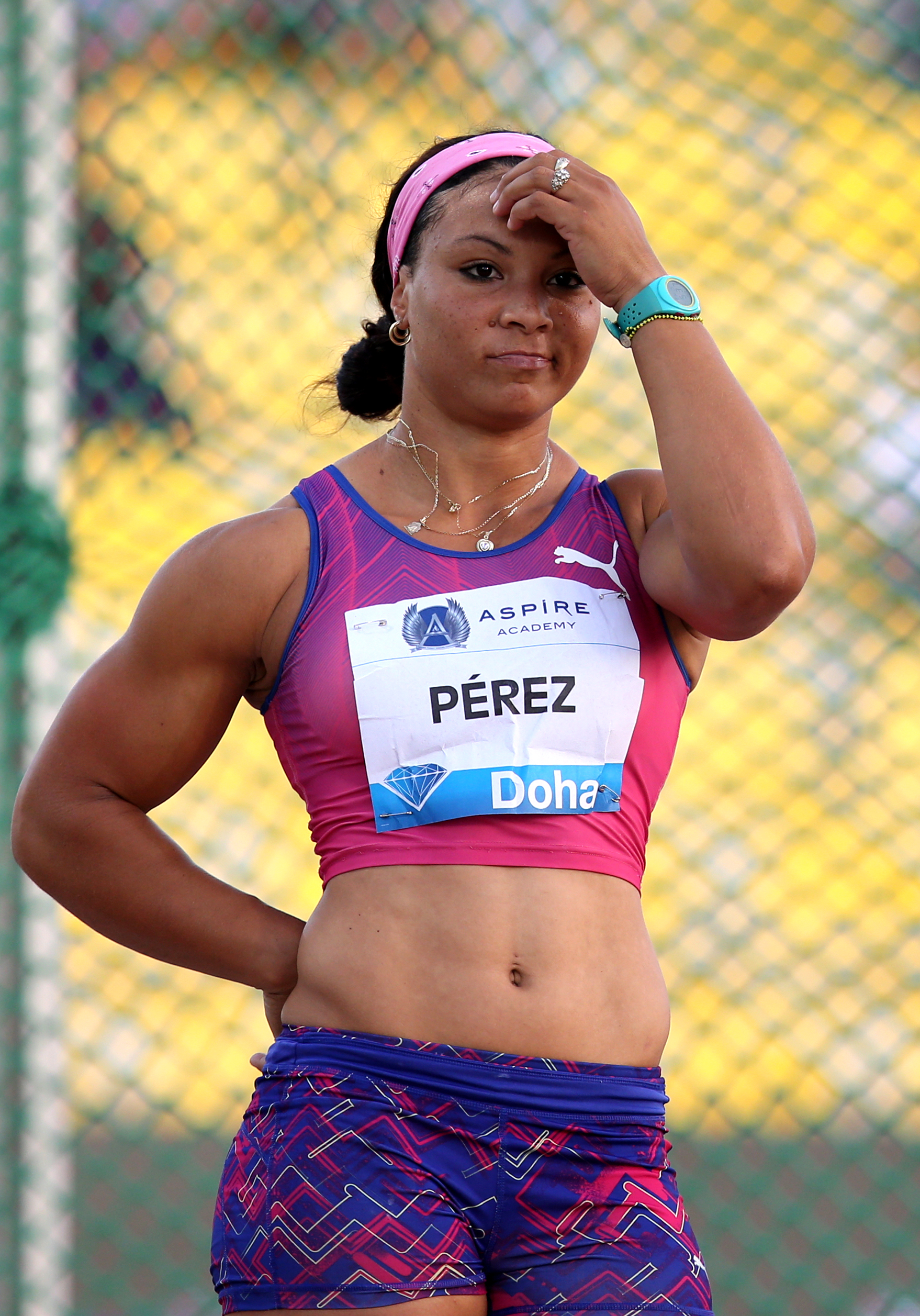
Yaimé Pérez – 57,87 m
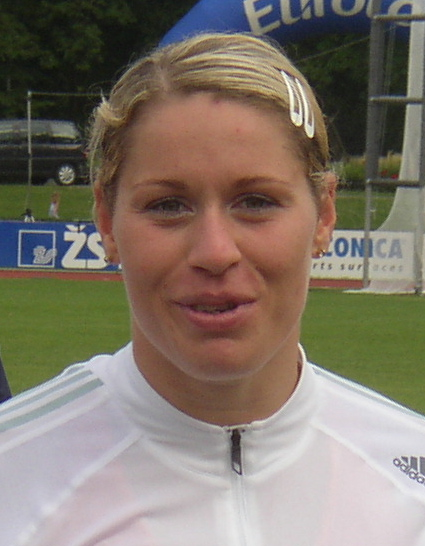
Věra Pospíšilová-Cechlová – 55,00 m

### Gruppe B
3. August 2012, 20:35 Uhr
| Platz | Name                    | Nation              | 1. Versuch | 2. Versuch | 3. Versuch | Weite | Anmerkung                              |
| ----- | ----------------------- | ------------------- | ---------- | ---------- | ---------- | ----- | -------------------------------------- |
| 1     | Nadine Müller           | Deutschland         | 65,89      | –          | –          | 65,89 |                                        |
| 2     | Sandra Perković         | Kroatien            | 65,74      | –          | –          | 65,74 |                                        |
| 3     | Stephanie Brown Trafton | USA                 | x          | 61,09      | 64,89      | 64,89 |                                        |
| 4     | Anna Rüh                | Deutschland         | 62,98      | x          | 59,71      | 62,98 |                                        |
| 5     | Zinaida Sendriūtė       | Litauen             | 61,71      | x          | 62,79      | 62,79 |                                        |
| 6     | Seema Antil             | Indien              | x          | 61,10      | 61,99      | 61,99 | eigentlich für das Finale qualifiziert |
| 7     | Nicoleta Grasu          | Rumänien            | 61,86      | 59,59      | x          | 61,86 |                                        |
| 8     | Gia Lewis-Smallwood     | USA                 | x          | 61,44      | 61,25      | 61,44 |                                        |
| 9     | Andressa de Morais      | Brasilien           | x          | x          | 60,94      | 60,94 |                                        |
| 10    | Swetlana Saikina        | Russland            | 59,76      | 60,67      | x          | 60,67 |                                        |
| 11    | Dragana Tomašević       | Serbien             | 59,32      | 60,53      | 57,68      | 60,53 |                                        |
| 12    | Karen Gallardo          | Chile               | 58,82      | 60,09      | x          | 60,09 |                                        |
| 13    | Denia Caballero         | Kuba                | 57,47      | x          | 58,78      | 58,78 |                                        |
| 14    | Kateryna Karsak         | Ukraine             | x          | x          | 58,64      | 58,64 |                                        |
| 15    | Monique Jansen          | Niederlande         | 55,65      | 57,50      | 56,04      | 57,50 |                                        |
| 16    | Irina Rodrigues         | Portugal            | 57,23      | x          | 55,58      | 57,23 |                                        |
| 17    | Swjatlana Sjarowa       | Belarus             | 56,70      | 55,99      | x          | 56,70 |                                        |
| NM    | Tan Jian                | Volksrepublik China | x          | x          | x          | ogV   |                                        |

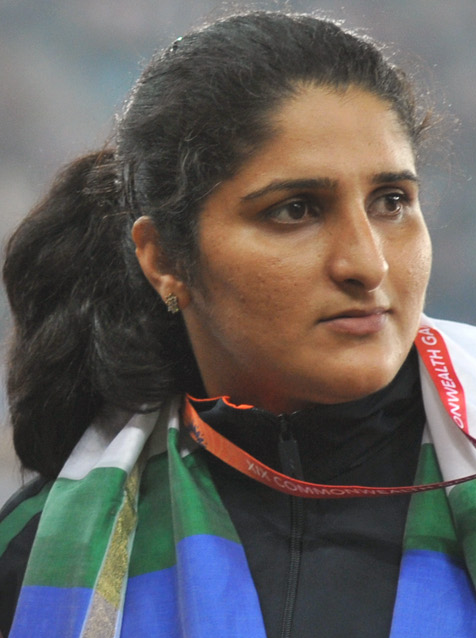
Seema Antil schied mit 61,99 m nur aus, weil eine gedopte Werferin vor ihr lag

Weitere in Qualifikationsgruppe B ausgeschiedene Diskuswerferinnen:

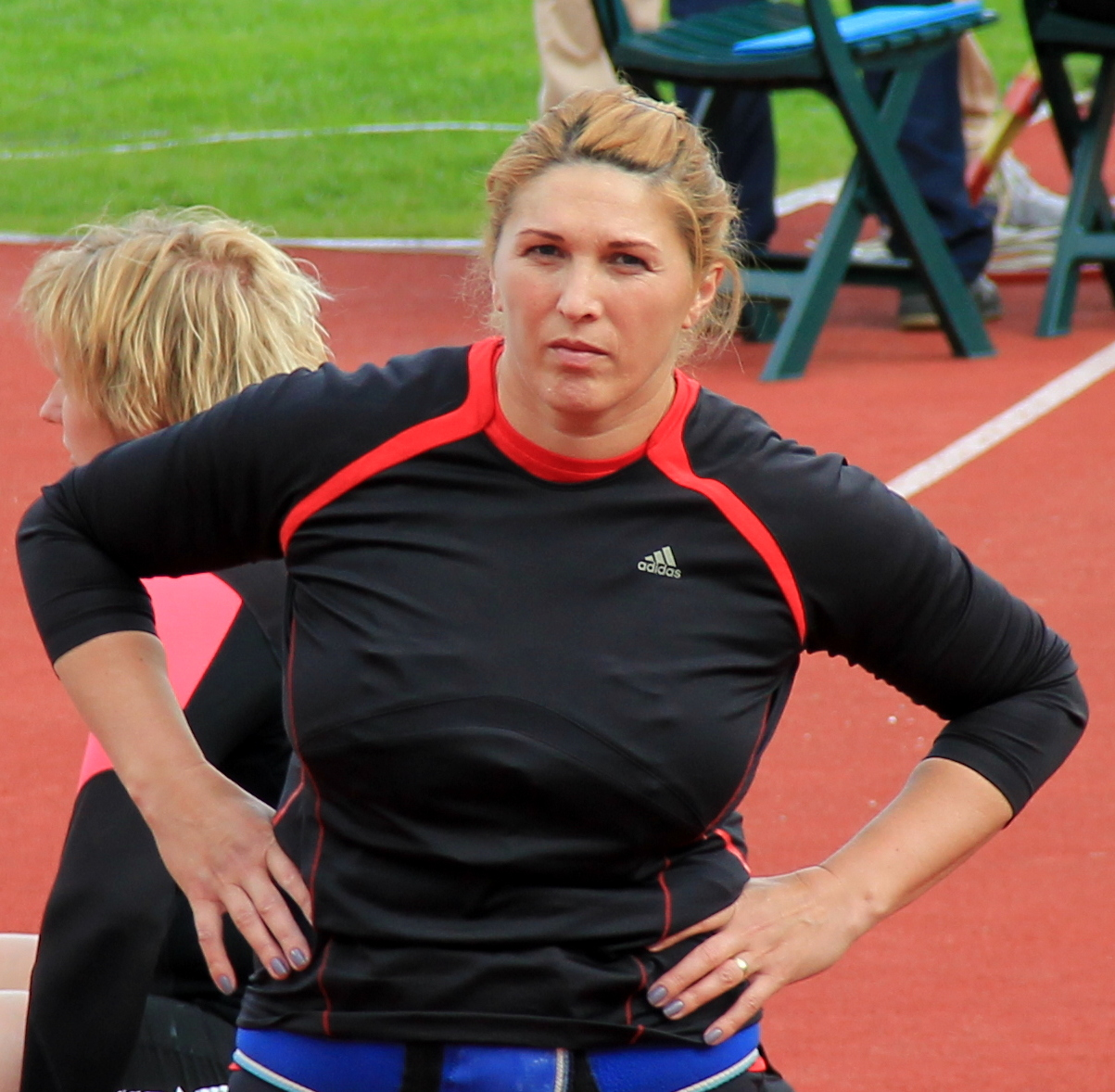
Nicoleta Grasu – 61,86 m
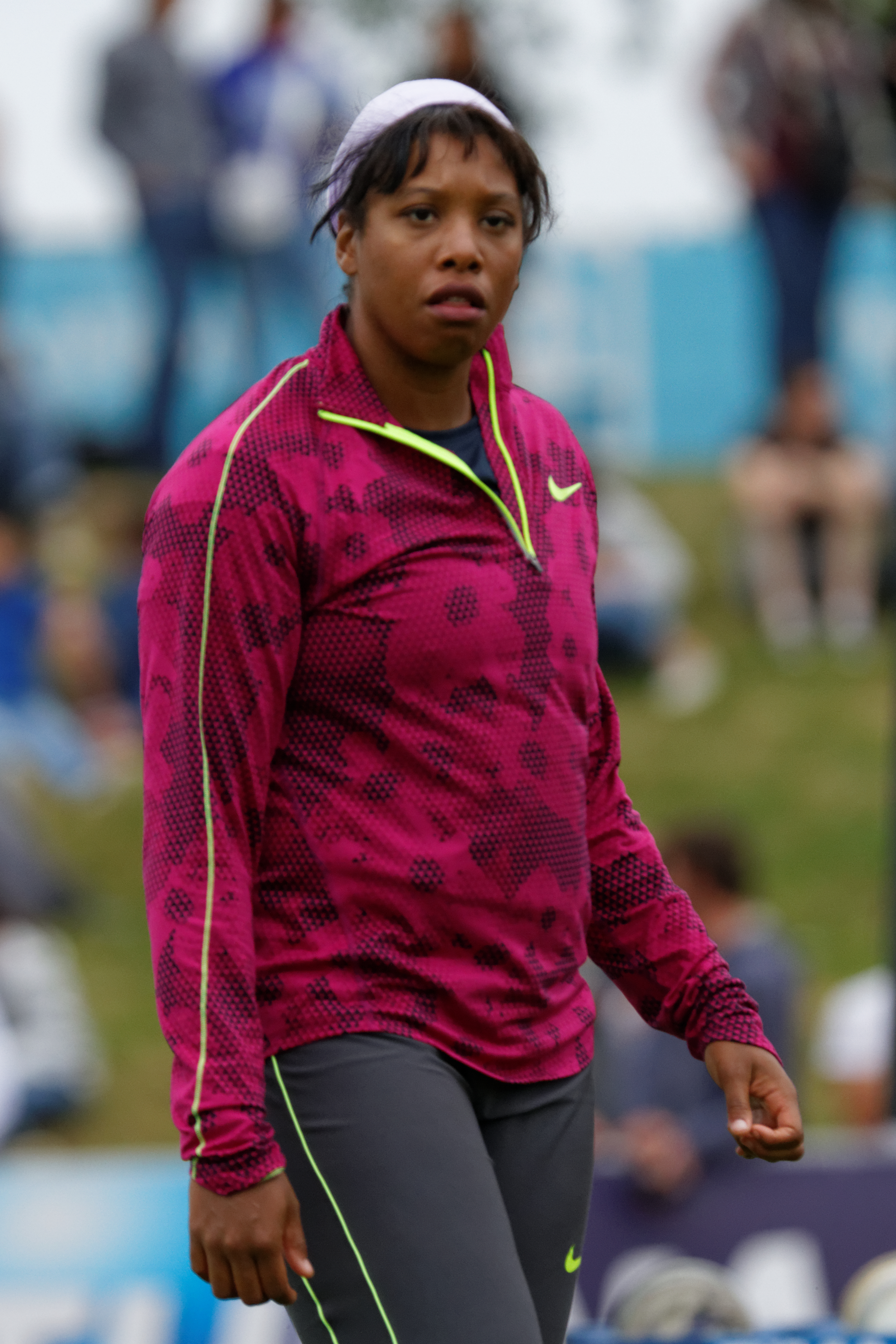
Gia Lewis-Smallwood – 61,44 m
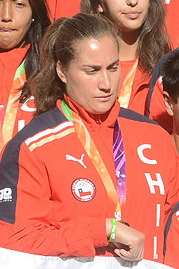
Karen Gallardo – 60,09 m
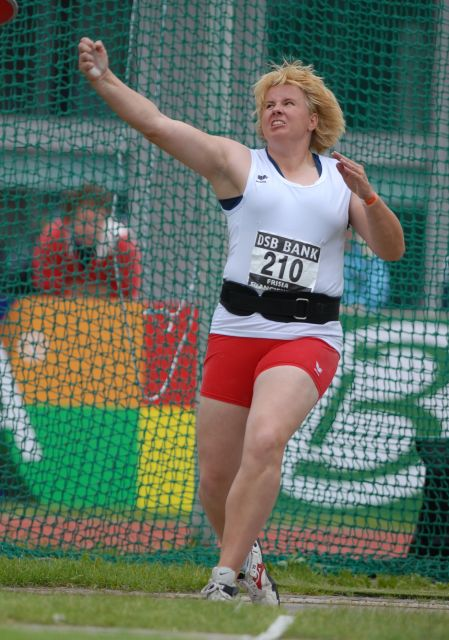
Monique Jansen – 57,50 m

## Finale
4. August 2012, 19:30 Uhr
| Platz | Name                    | Nation              | 1. Versuch | 2. Versuch | 3. Versuch | 4. Versuch                                    | 5. Versuch                                    | 6. Versuch                                    | Weite | Anmerkung |
| ----- | ----------------------- | ------------------- | ---------- | ---------- | ---------- | --------------------------------------------- | --------------------------------------------- | --------------------------------------------- | ----- | --------- |
| 1     | Sandra Perković         | Kroatien            | 64,58      | 68,11      | 69,11      | x                                             | 66,96                                         | 64,03                                         | 69,11 | NR        |
| 2     | Li Yanfeng              | Volksrepublik China | x          | 67,22      | x          | x                                             | 63,64                                         | x                                             | 67,22 |           |
| 3     | Yarelys Barrios         | Kuba                | 63,97      | 66,38      | 64,84      | 64,06                                         | x                                             | 65,21                                         | 66,38 |           |
| 4     | Nadine Müller           | Deutschland         | 65,71      | 65,06      | x          | 64,16                                         | 64,35                                         | 65,94                                         | 65,94 |           |
| 5     | Mélina Robert-Michon    | Frankreich          | 62,23      | 61.70      | 62,41      | 62.66                                         | 63,62                                         | 63,98                                         | 63,98 |           |
| 6     | Krishna Poonia          | Indien              | 62,42      | x          | 61,61      | x                                             | 63,62                                         | 61,31                                         | 63,62 |           |
| 7     | Stephanie Brown Trafton | USA                 | 63,01      | x          | 59,30      | x                                             | x                                             | 61,89                                         | 63,01 |           |
| 8     | Zinaida Sendriūtė       | Litauen             | 61,68      | x          | x          | eigentlich zu drei weiteren Würfen berechtigt | eigentlich zu drei weiteren Würfen berechtigt | eigentlich zu drei weiteren Würfen berechtigt | 61,68 |           |
| 9     | Anna Rüh                | Deutschland         | 59,95      | x          | 61,36      | nicht im Finale der besten acht Werferinnen   | nicht im Finale der besten acht Werferinnen   | nicht im Finale der besten acht Werferinnen   | 61,36 |           |
| 10    | Ma Xuejun               | Volksrepublik China | 61,02      | x          | 60,72      | nicht im Finale der besten acht Werferinnen   | nicht im Finale der besten acht Werferinnen   | nicht im Finale der besten acht Werferinnen   | 61,02 |           |
| 11    | Dani Samuels            | Australien          | 60,40      | 59,86      | 57,87      | nicht im Finale der besten acht Werferinnen   | nicht im Finale der besten acht Werferinnen   | nicht im Finale der besten acht Werferinnen   | 60,40 |           |
| DOP   | Darja Pischtschalnikowa | Russland            | 65,19      | 62,07      | 65,06      | 66,42                                         | 67,56                                         | 59,13                                         | 67,56 | [ 2 ]     |

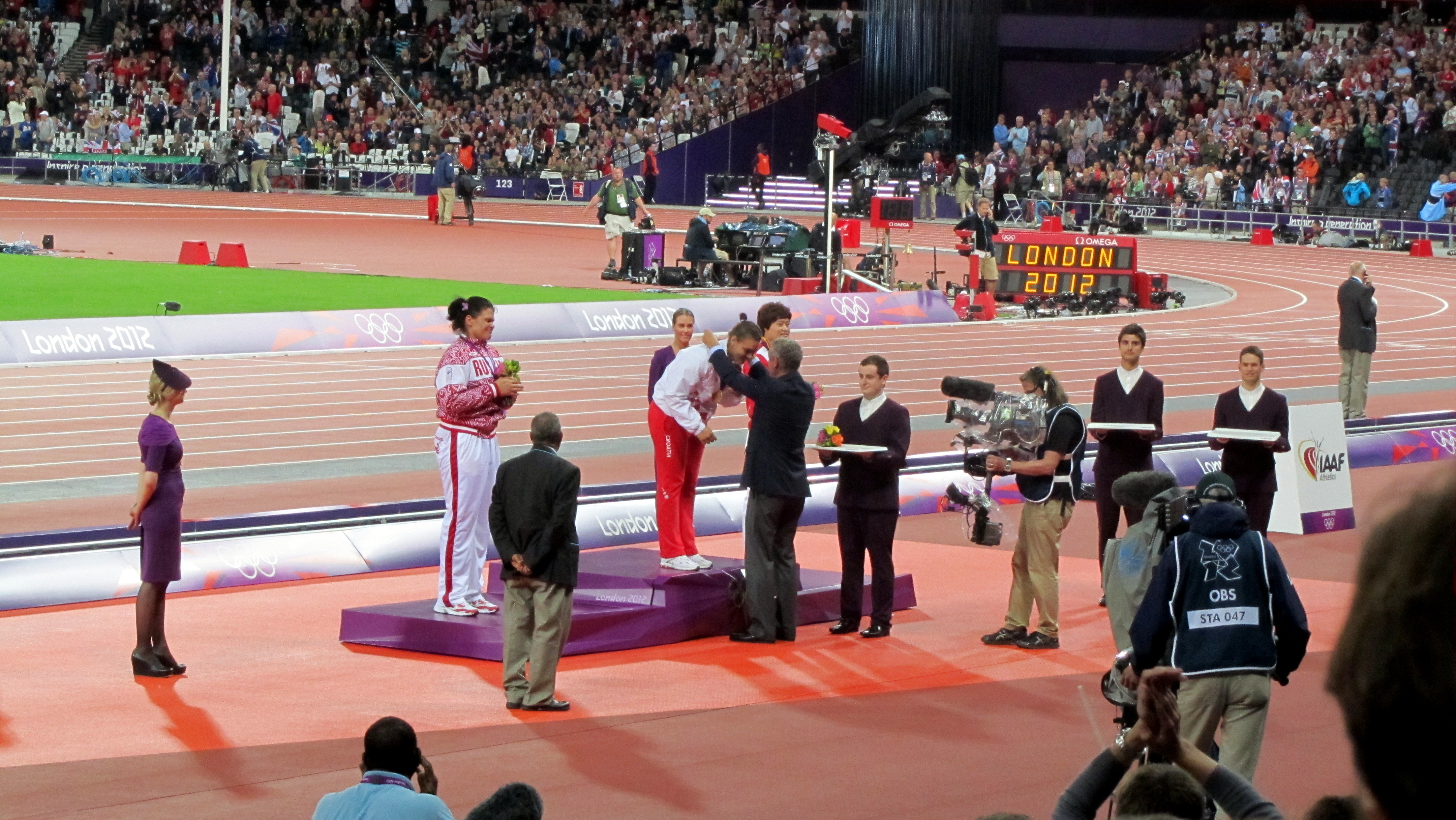
Siegerehrung im Diskuswurf:
links: die gedopte und später disqualifizierte Darja Pischtschalnikowa (hier noch als Silbermedaillengewinnerin geehrt), Mitte: Sandra Perković (Gold), rechts: Li Yanfeng (Bronze, später Silber)

Für das Finale hatten sich zwölf Athletinnen qualifiziert, acht von ihnen über die Qualifikationsweite und vier weitere über ihre Platzierungen. Zwei Chinesinnen und zwei Deutsche kämpften zusammen mit je einer Teilnehmerin aus Australien, Frankreich, Indien, Kroatien, Kuba, Litauen und den USA um die Medaillen. Hinzu kam die gedopte Russin Darja Pischtschalnikowa, letztlich kamen somit nur elf Werferinnen in die Endwertung.
Als Favoritin galt die kroatische Europameisterin Sandra Perković. Zu ihren stärksten Gegnerinnen zählten vor allem Weltmeisterin Li Yanfeng aus China und Vizeweltmeisterin Nadine Müller aus Deutschland. Eine weitere Mitfavoritin war die gedopte Russin Darja Pischtschalnikowa. Auch die US-amerikanische Olympiasiegerin von 2008 Stephanie Brown Trafton hatte sich für das Finale qualifizieren können, war jedoch nicht mehr so stark einzuschätzen wie vor vier Jahren.
Müller ging im ersten Versuch mit 65,71 m in Führung, damit lag sie einen guten halben Meter vor Pischtschalnikowa (65,19 m). Perković folgte mit 64,58 m auf Platz drei vor der Kubanerin Yarelys Barrios, die 63,97 m erzielt hatte. Im zweiten Versuch zogen Perković mit 68,11 m, Li mit 67,22 m und Barrios mit 66,38 m an Müller vorbei. Perković verbesserte sich mit ihrem dritten Wurf auf 69,11 m, damit hatte sie einen neuen kroatischen Landesrekord aufgestellt. In den Durchgängen vier und fünf steigerte sich Pischtschalnikowa über 66,42 m bis auf 67,42 m, womit sie nun Zweite war. Zwar konnte sich auch Müller im letzten Durchgang noch einmal verbessern, ihre 65,94 m reichten jedoch nicht für eine höhere Platzierung, so belegte sie hinter Olympiasiegerin Sandra Perković, der zunächst Zweiten Darja Pischtschalnikowa, Li und Barrios den zunächst fünften Platz. Nach Pischtschalnikowas Disqualifikation rückten alle Werferinnen ab Rang drei um jeweils einen Platz nach vorne. So gewann Li Yanfeng Silber und Yarelys Barrios kam mit Bronze ebenfalls zu einer Medaille. Nadine Müller wurde Vierte vor der Französin Mélina Robert-Michon, der Inderin Krishna Poonia und Stephanie Brown Trafton.
Sandra Perković gewann die erste olympische Goldmedaille in der Leichtathletik für Kroatien.

Li Yanfeng war die erste chinesische Medaillengewinnerin in dieser Disziplin.

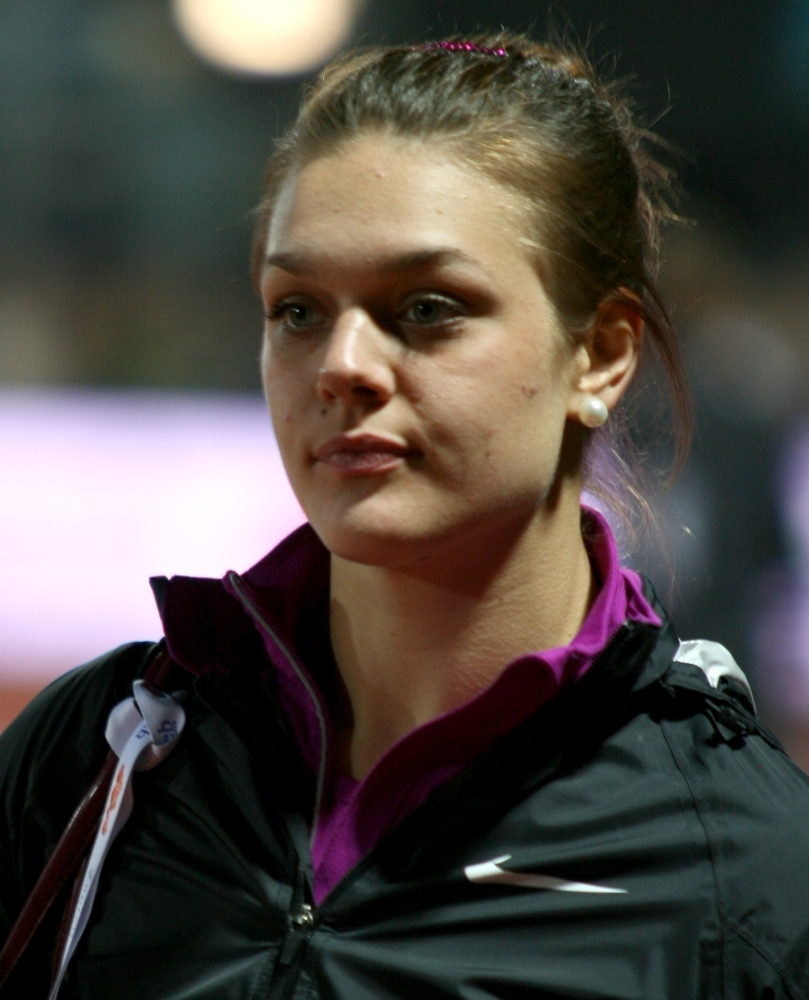
Olympiasiegerin: Sandra Perković
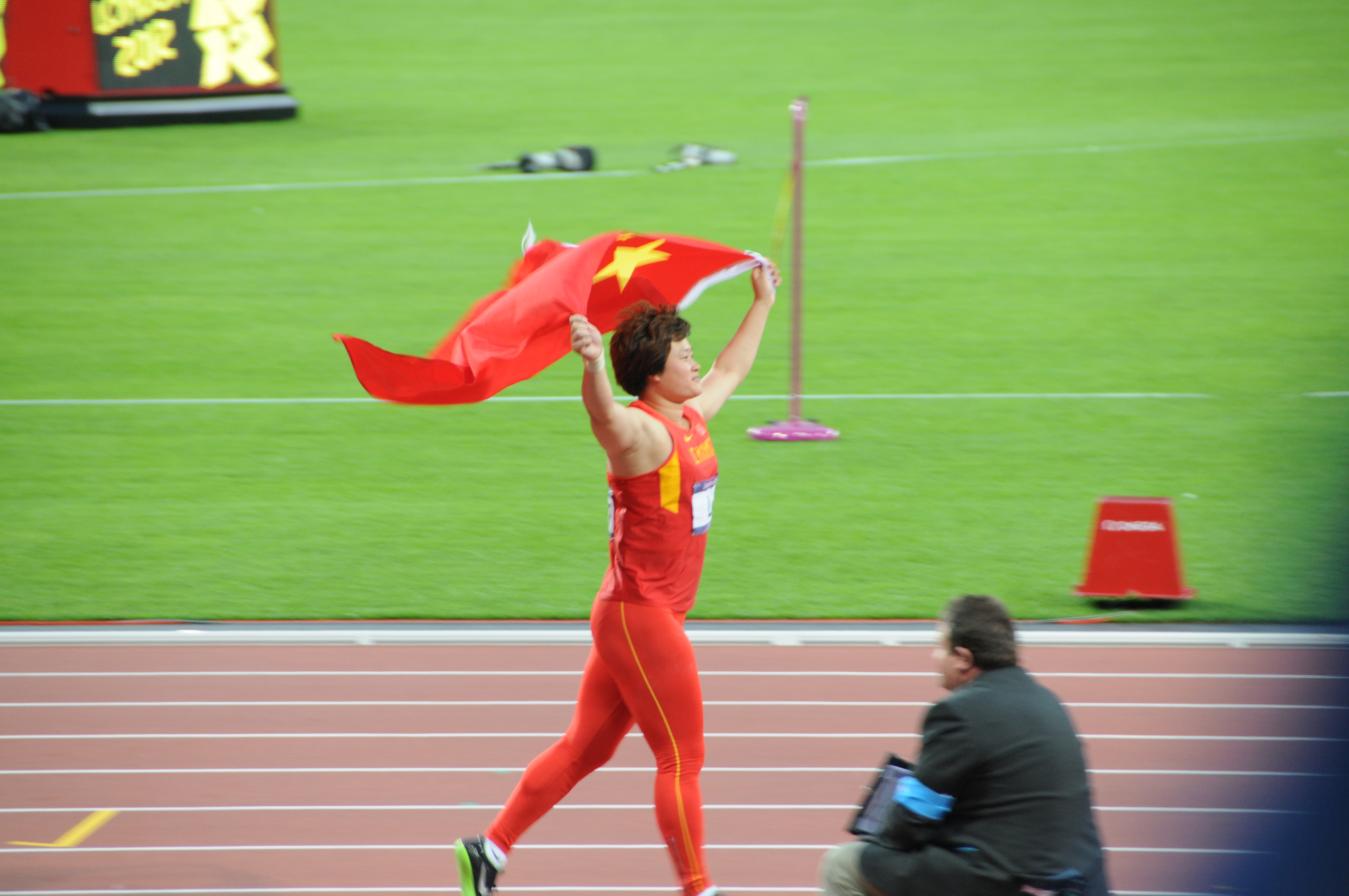
Silbermedaille: Li Yanfeng
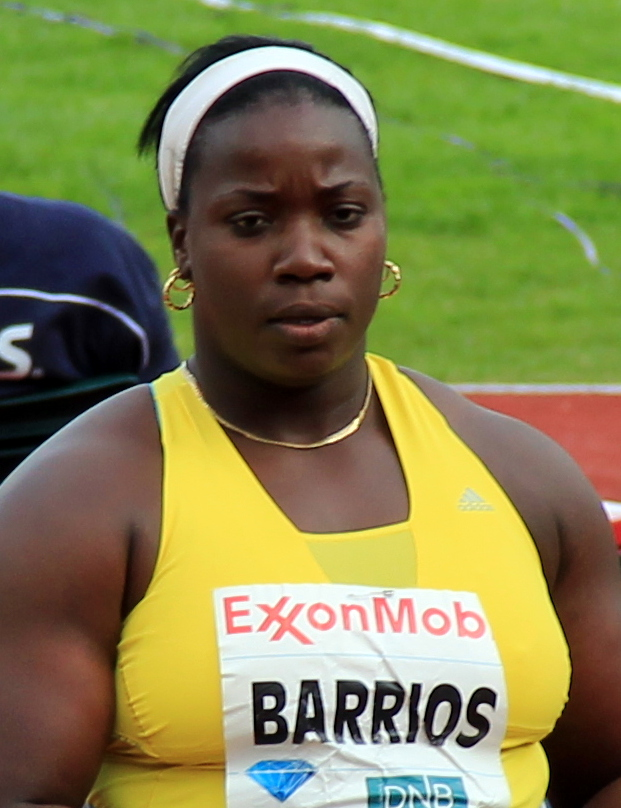
Bronzemedaille: Yarelys Barrios

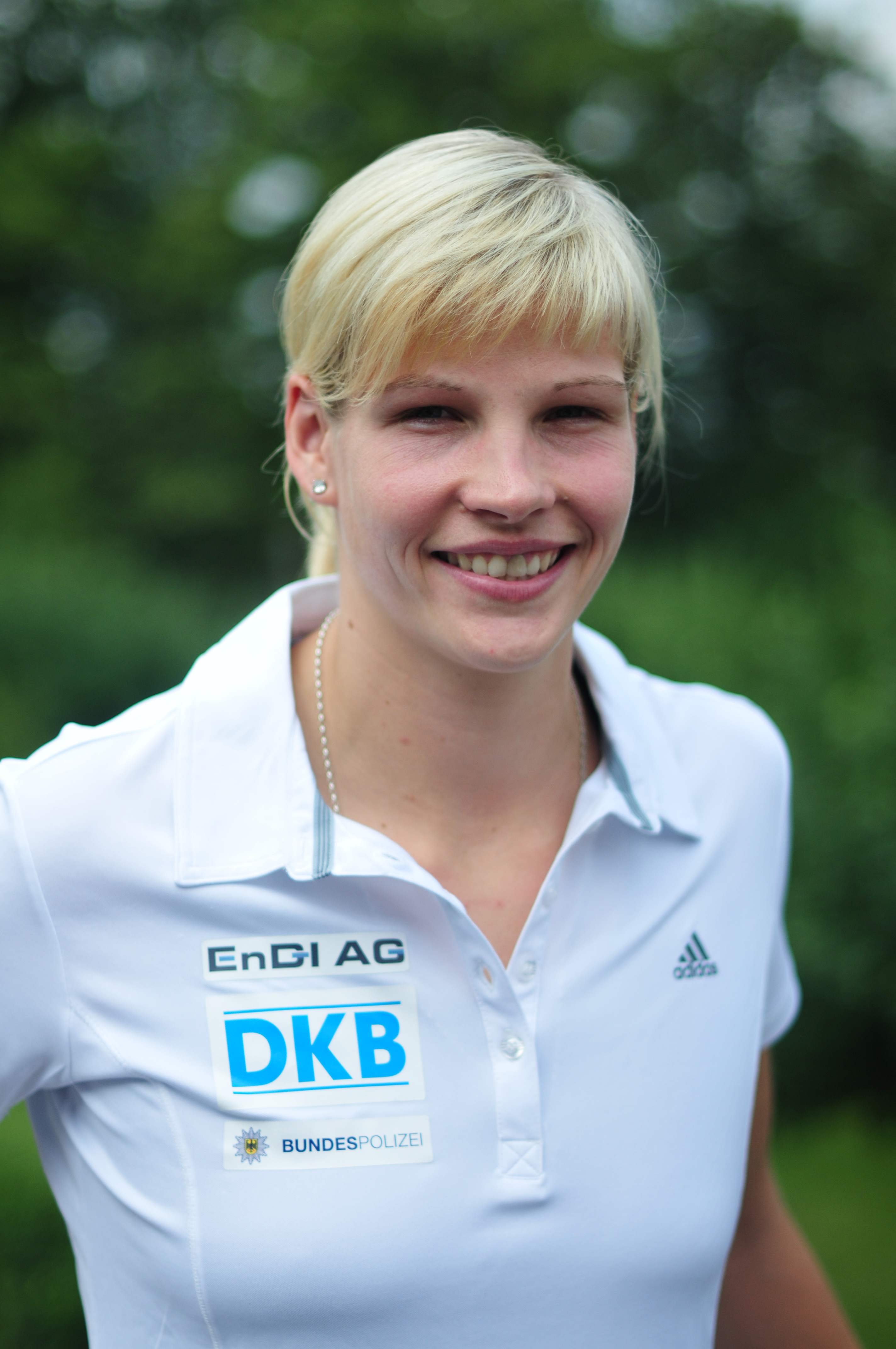
Rang vier für Nadine Müller
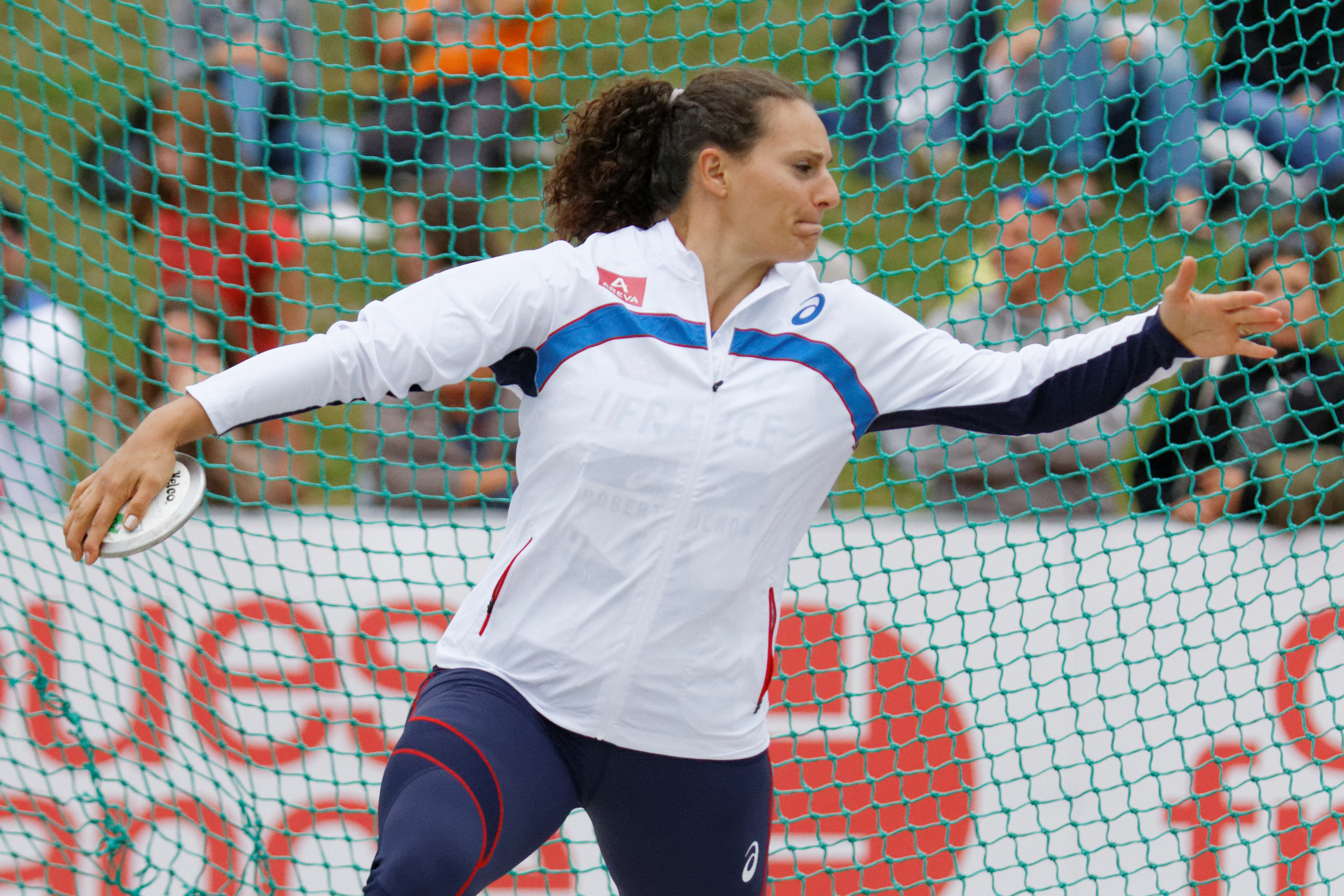
Mélina Robert-Michon kam auf den fünften Platz
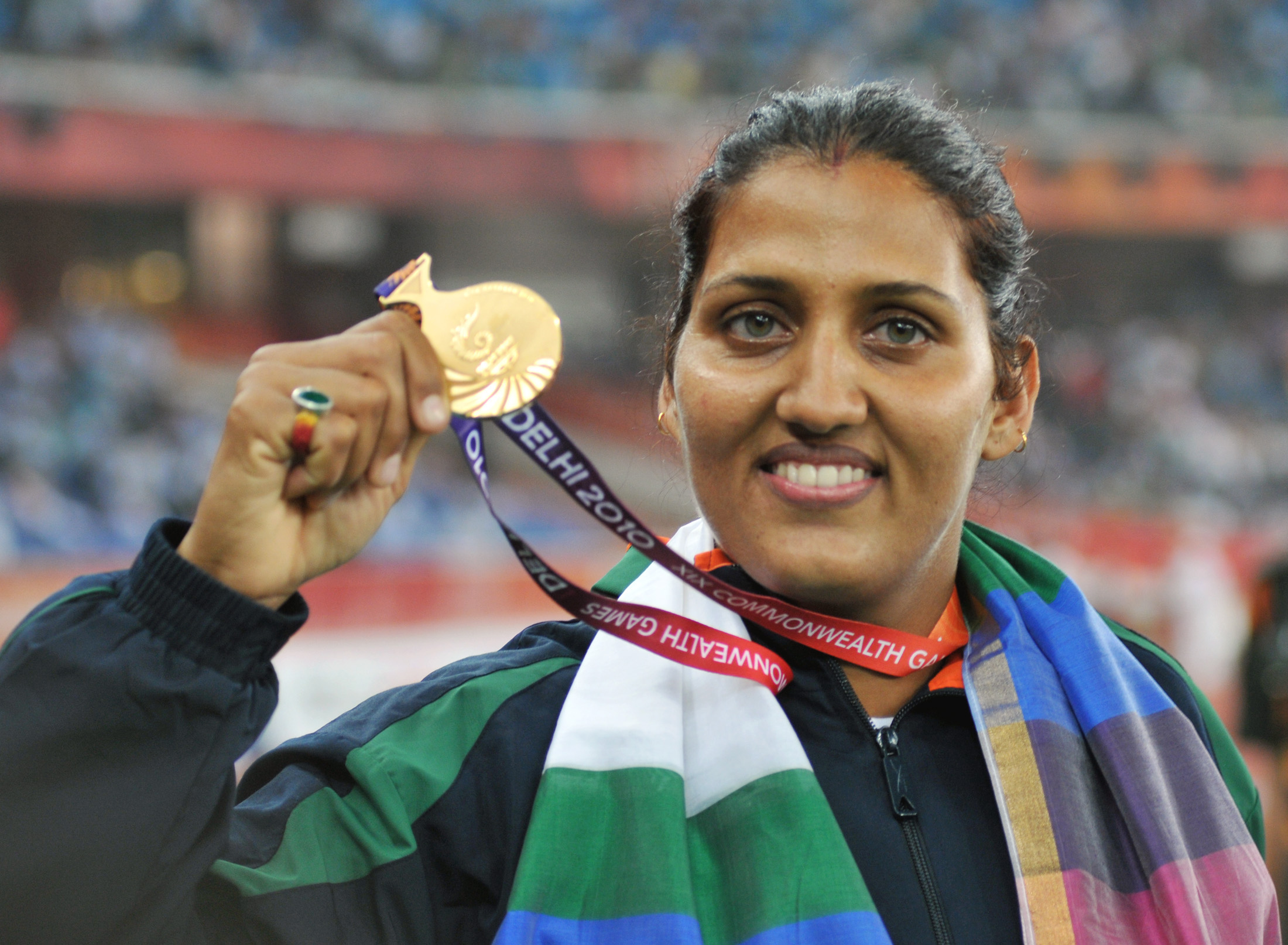
Krishna Poonia (hier nach ihrem Sieg bei den Commonwealth-Spielen 2010) erreichte Platz sechs
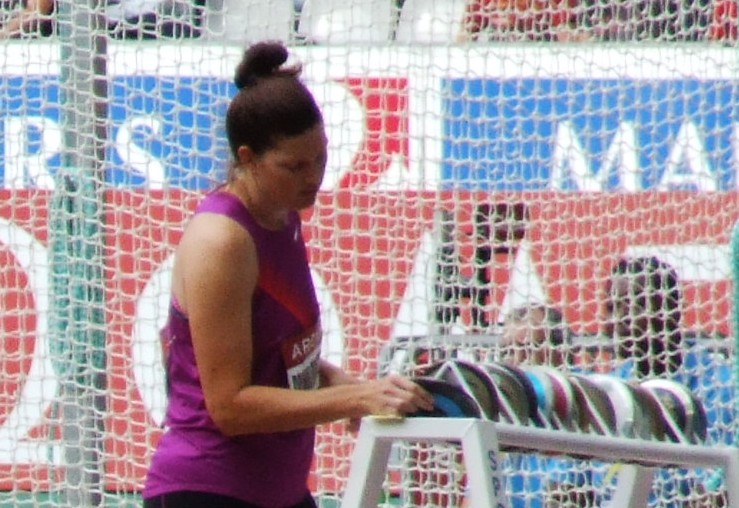
Die US.Amerikanerin Stephanie Brown Trafton belegte Rang sieben
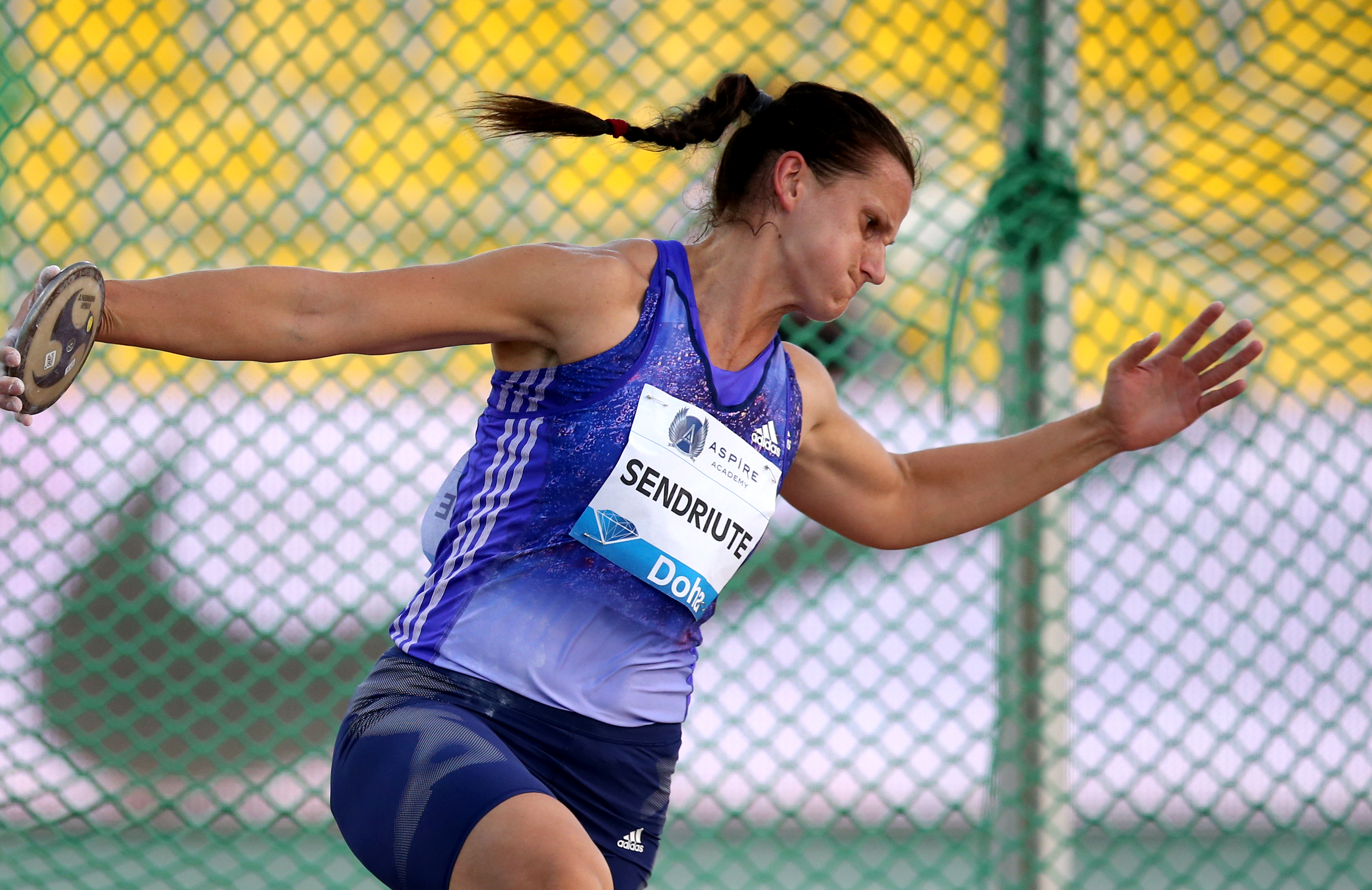
Die Olympiaachte Zinaida Sendriūtė
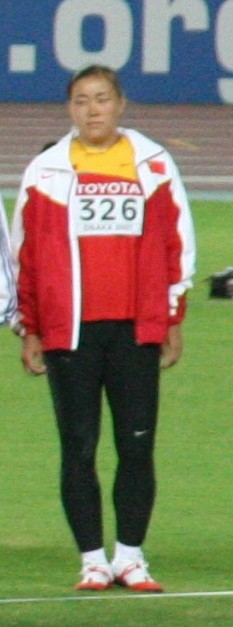
Die zehntplatzierte Ma Xuejun
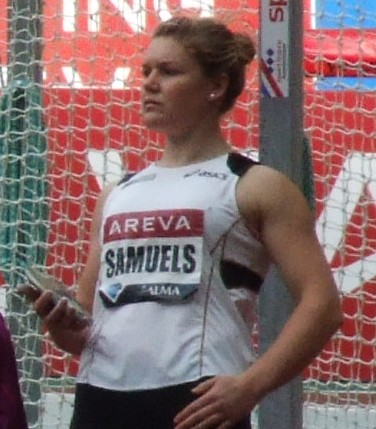
Dani Samuels belegte den elften Rang
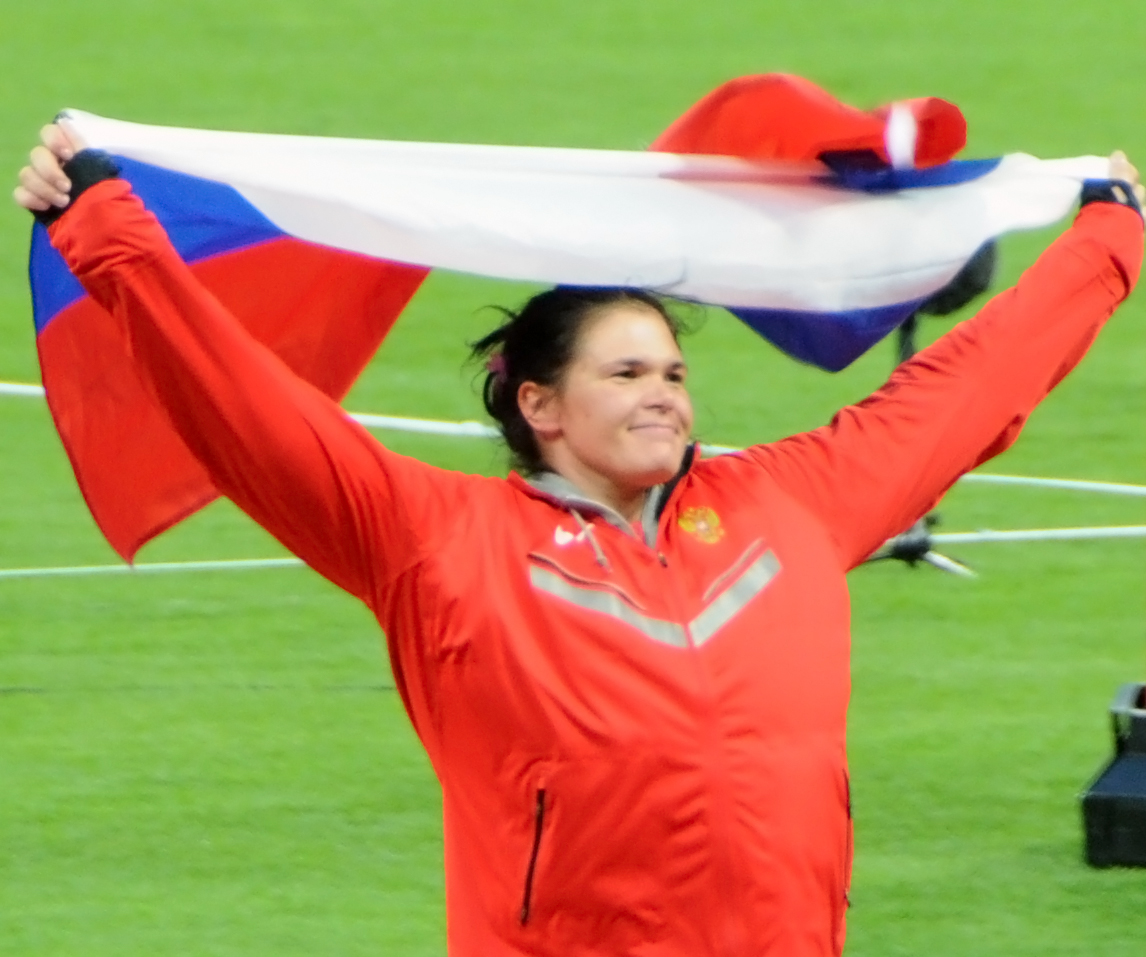
Dopingsünderin Darja Pischtschalnikowa

## Video
- Sandra Perkovic (CRO) Wins Women's Discus Gold - London 2012 Olympics, youtube.com, abgerufen am 21. April 2022